# Hexàmetre
Un hexàmetre (del llatí hexamětrus, que ve del grec έξάμετρος) a la mètrica grecollatina és un vers format per sis peus dàctils, on cada peu dàctil està format per una síl·laba llarga i dues de breus. L'accent de les síl·labes no és fonamental, el que és fonamental és la successió de síl·labes llargues i breus.
A l'hexàmetre els dàctils poden ser substituïts per dos espondeus. El cinquè dàctil té tendència a no ser substituït per un espondeu. La llarga inicial del dàctil mai pot ser substituïda. L'hexàmetre dactílic té cesures, que fraccionen el vers després de la llarga (masculina), o de la primera breu (femenina). Segons la seva posició són heftemímeres (en el setè semipeu), pentemímeres (cesura després del cinquè semipeu), triemímeres (al tercer semipeu); també hi ha la dièresi bucòlica: cesura després del quart peu, no a l'interior com a les esmentades abans.